# Jesús Mena Campos
Jesús Mena Campos (Gómez Palacio, 28 de mayo de 1968) es un deportista mexicano que compitió en saltos de plataforma.
Participó en dos Juegos Olímpicos de Verano en los años 1988 y 1992, obteniendo una medalla de bronce en Seúl 1988 en la prueba individual. Ganó una medalla de plata en los Juegos Panamericanos de 1991.

## Palmarés internacional
| Juegos Olímpicos     | Juegos Olímpicos     | Juegos Olímpicos  | Juegos Olímpicos |
| Año                  | Lugar                | Medalla           | Prueba           |
| -------------------- | -------------------- | ----------------- | ---------------- |
| 1988                 | Seúl (Corea del Sur) | Medalla de bronce | Plataforma 10 m  |
| Juegos Panamericanos |                      |                   |                  |
| Año                  | Lugar                | Medalla           | Prueba           |
| 1991                 | La Habana (Cuba)     | Medalla de plata  | Plataforma 10 m  |